# ۲۴ بزغاله
۲۴ بزغاله یک ستاره است که در صورت فلکی بزغاله قرار دارد.